# Nephtys paradoxa
Nephtys paradoxa är en ringmaskart som beskrevs av Malm 1874. Nephtys paradoxa ingår i släktet Nephtys och familjen Nephtyidae. Arten är reproducerande i Sverige. Inga underarter finns listade i Catalogue of Life.